# Danilo Gallinari
Danilo Gallinari (* 8. srpna 1988, Sant'Angelo Lodigiano) je italský basketbalista. Má bronz z mistrovství Evropy do 18 let 2005 a z mistrovství Evropy do 20 let 2007. S italskou seniorskou reprezentací se zúčastnil mistrovství Evropy roku 2011 (17.-20. místo), mistrovství Evropy 2015 (6. místo), mistrovství světa 2019 (10. místo) a olympijských her v Tokiu konaných roku 2021 (5. místo). Za národní tým odehrál 72 zápasů a dosáhl 1024 bodů. V letech 2006–2008 a krátce též roku 2011 hrál italskou nejvyšší soutěž za Olimpii Milano. V sezóně 2007/08 se stal nejužitečnějším hráčem italské ligy. Zahrál si v Miláně i Euroligu, odehrál v ní 19 utkání s průměrem 14,7 bodu na zápas. Od roku 2008 působí v severoamerické NBA. Hrál v klubech New York Knicks (2008–2011), Denver Nuggets (2011–2017), Los Angeles Clippers (2017–2019), Oklahoma City Thunder (2019–2020), Atlanta Hawks (2020–2022), Washington Wizards (2023–2024). Od roku 2024 působí v Detroit Pistons. V NBA k únoru 2024 zaznamenal 11545 bodů. To ho řadí na 15. místo mezi Evropany v historii v NBA. Sehrál 754 utkání v základní části NBA a jeho dosavadní průměr na zápas je 15,3 bodu (v play-off, kde sehrál 48 zápasů, má průměr 13,8). Měří 208 cm.